# Eoneunal
Eoneunal (어느날?), noto anche con il titolo internazionale One Day, è un film del 2017 scritto e diretto da Lee Yoon-ki.

## Trama
L'esaminatore assicurativo Gang-soo dopo la morte della moglie è caduto in uno stato di profonda depressione; casualmente si trova a doversi occupare del caso di Mi-so, una ragazza ridotta in stato vegetativo dopo un incidente in macchina. L'uomo si accorge però che è l'unico capace di vedere lo spirito della giovane, e che può anche parlarci: decide così di esaudire un importante desiderio della ragazza.

## Distribuzione
In Corea del Sud la pellicola ha goduto di una distribuzione nazionale a cura di Opus Pictures e CGV Arthouse, a partire dal 5 aprile 2017.